# 萨马拉竞技场
萨马拉竞技场（俄语：Самара Арена），即宇宙竞技场（俄语：Космос Арена），是一座位于俄罗斯薩馬拉的足球場。該場館是为2018年國際足協世界盃专门兴建的球场，2014年7月21日开工，2018年4月完工。球场以宇宙为主题，缘于萨马拉州的航空航天工业。球场造形像飞碟或宇宙飞船。2018年世界杯期间，萨马拉竞技场承办四场小组赛、一场八分之一决赛和一场四分之一决赛。

## 历史

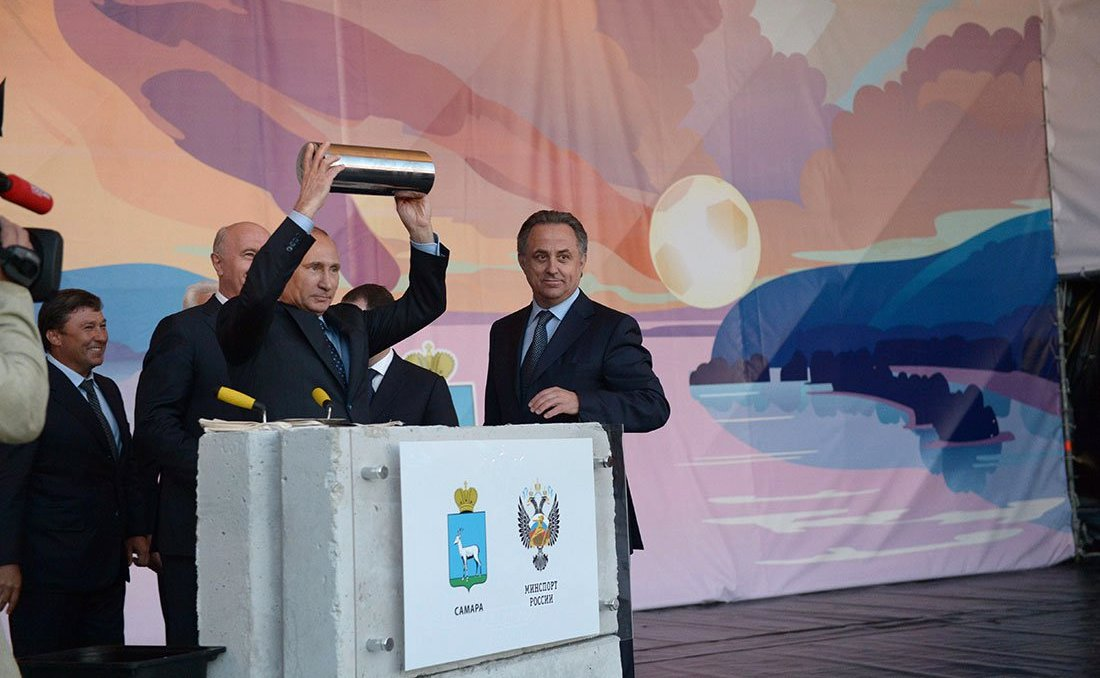
开工典礼上俄罗斯总统普京手举时间胶囊

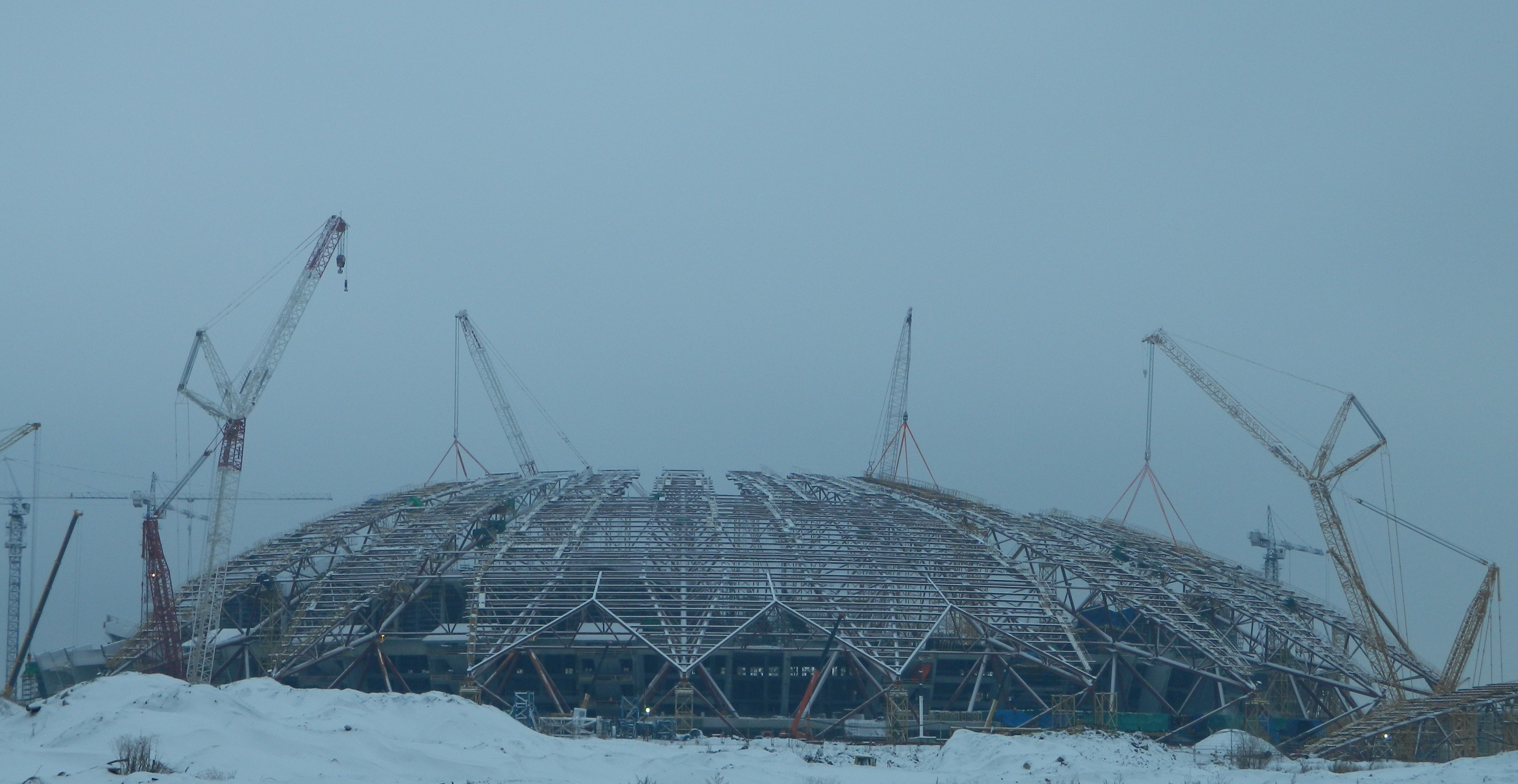
建设中的萨马拉竞技场

萨马拉竞技场是为了承办2018年世界杯而专门兴建的球场。萨马拉市最初的计划是将体育场建在城市南部伏尔加河与萨马拉河交汇处，邻近河港。然而，这意味着建设中需要加固河岸，建设成本会大大升高。2012年12月，国际足联和2018年世界杯组委会批准了当地政府的新选址方案，将体育场位置改在城市北部。萨马拉当地政府计划完善周边的基础设施、提供更加便利的交通条件，以兴建体育场为契机发展城市北部地区。2014年7月21日，萨马拉竞技场举办了开工典礼。典礼上，一枚时间胶囊被埋入体育场的地基中。时间胶囊里含有萨马拉居民给未来人的寄语。俄罗斯联邦总统普京出席了典礼。新体育场建于萨马拉城市北部。体育场计划容纳45.000名观众，建成后作为萨马拉当地球队苏维埃之翼的主场，计划于2017年夏天完工。世界杯期间，球场的官方名称是萨马拉竞技场（Samara Arena）。开工时，萨马拉竞技场的估计造价为136亿卢布。实际完工时，花销增长到了189亿卢布。

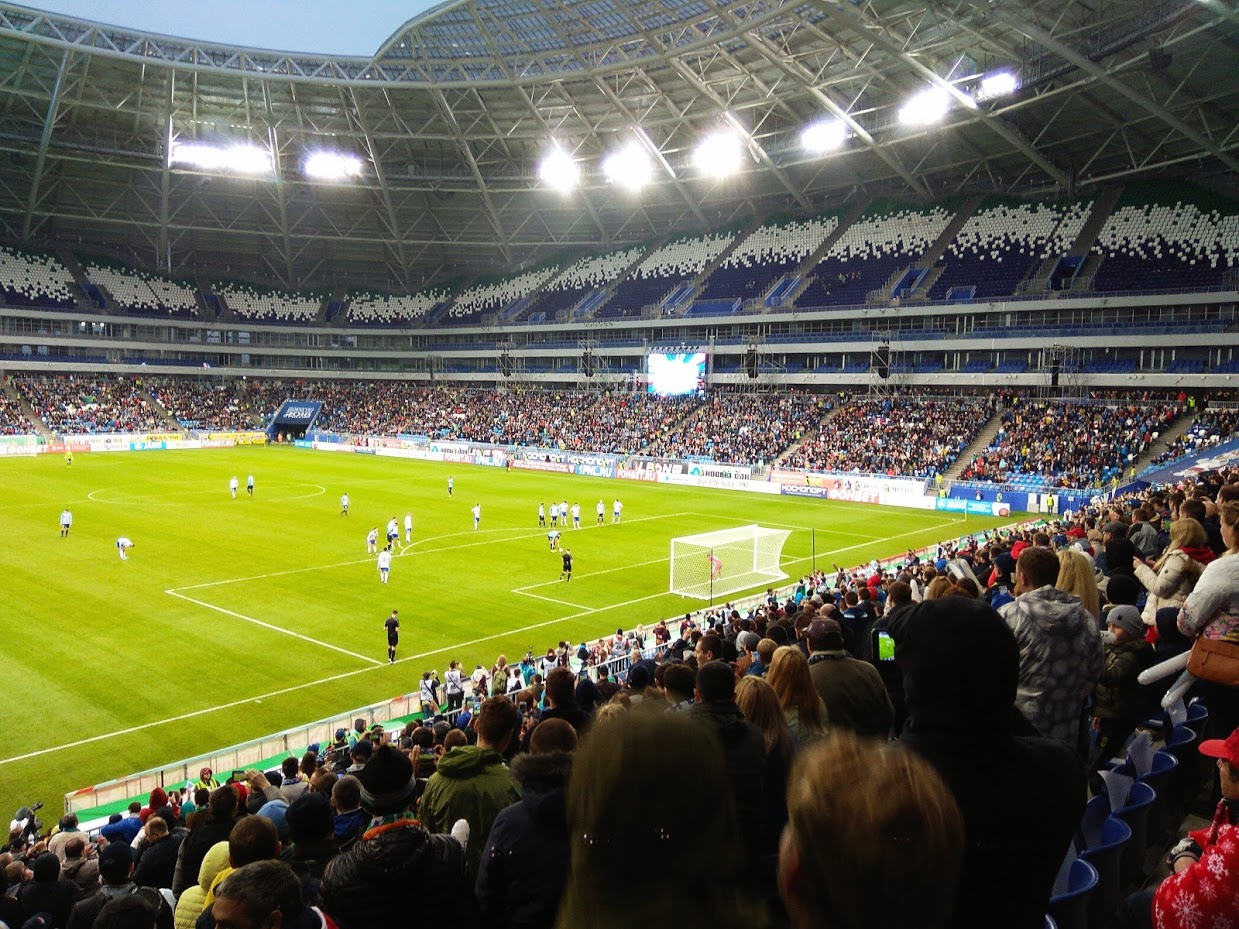
2018年4月28日萨马拉竞技场的首场比赛，萨马拉苏维埃之翼2比1击败沃罗涅日火炬

宇宙竞技场施工中遇到很多问题。2016年，主承包商要求政府增加投资，双方未能达成一致，建设工程在4月至9月间陷于停滞。2017年8月，工地起火，幸而没有伤及人员和体育场。2017年11月，主承包商报警，指控萨马拉竞技场的一家承包公司侵吞资金逾25亿卢布。由于工程进展不顺利，直至2018年3月中旬，体育场仍未完工。2018年4月27日，体育场终于获得了营运许可，这标志着俄罗斯世界杯的12座球场均已建成并已拥有承办赛事的能力。4月28日，体育场举办了第一场比赛，本地球队萨马拉苏维埃之翼在俄羅斯全國足球聯賽中2比1击败了沃罗涅日火炬。由于这是新体育场的测试赛，观众容量限制在1.5万人。5月6日俄甲联赛苏维埃之翼与克拉斯诺达尔库班的比赛是宇宙竞技场的第二场测试赛，苏维埃之翼1比0取胜。与其他世界杯场馆不同，萨马拉竞技场第二场测试赛便满负荷运营，并未采取循序渐进增大容量测试的方式，这场比赛有4万名观众到场观战。5月16日，体育场进行了第三场测试赛，也就是最后一场测试赛。这是俄羅斯職業足球聯賽拉達陶里亞蒂与新特罗伊茨克诺斯塔的比赛，拉達陶里亞蒂2比1取胜。

## 建筑
萨马拉竞技场以宇宙为主题，其原因是萨马拉州一向被视为俄罗斯航空航天工业的中心。体育场通高65.6米，是俄罗斯最高的体育场之一。体育场为钢架结构，屋顶透明，外形类似飞碟或太空飞船，也有人认为它像钻石。屋顶材料选用聚碳酸酯，面积超过76,000平方米。

## 足球比賽

### 2018年國際足總世界盃
| 日期          | 時間               | 第一隊伍 | 比數  | 第二隊伍 | 回合         | 觀眾數目 |
| ------------- | ------------------ | -------- | ----- | -------- | ------------ | -------- |
| 2018年6月17日 | 16:00 SAMT (UTC+4) |          | 0 – 1 | 塞爾維亞 | E組          | 41,432   |
| 2018年6月21日 | 16:00 SAMT (UTC+4) | 丹麦     | 1 – 1 |          | C組          | 40,727   |
| 2018年6月25日 | 18:00 SAMT (UTC+4) | 乌拉圭   | 3 – 0 | 俄羅斯   | A組          | 41,970   |
| 2018年6月28日 | 18:00 SAMT (UTC+4) | 塞内加尔 | 0 – 1 | 哥伦比亚 | H組          | 41,970   |
| 2018年7月2日  | 18:00 SAMT (UTC+4) | 巴西     | 2 – 0 | 墨西哥   | 八分之一决赛 | 41,970   |
| 2018年7月7日  | 18:00 SAMT (UTC+4) | 瑞典     | 0 – 2 | 英格兰   | 四分之一决赛 | 39,991   |

## 外部連結
- Samara Arena - 2018 FIFA World Cup Russia™ - Destination - FIFA.com （页面存档备份，存于）（英文）